# Appius Claudius Caecus

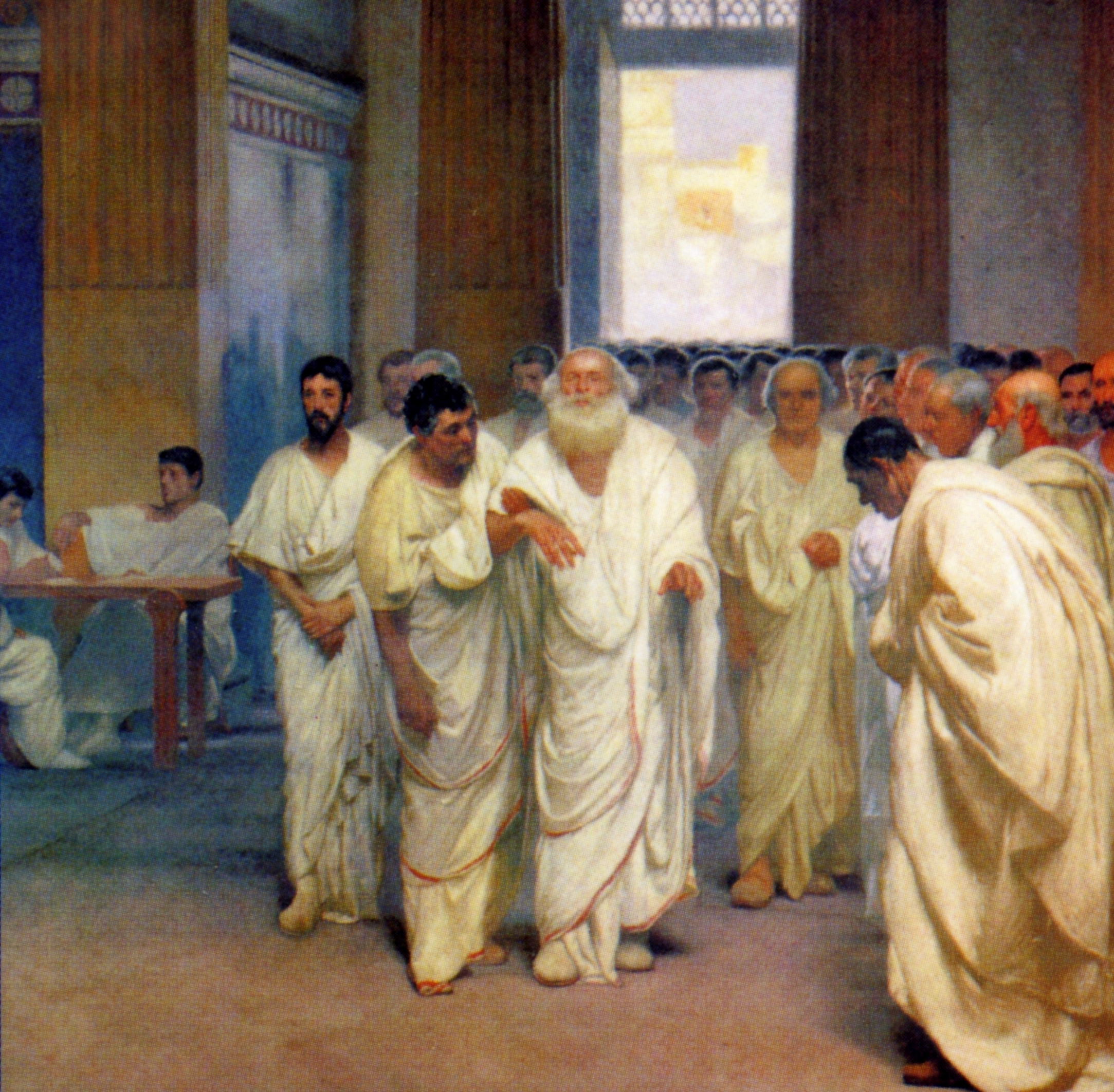
Appius Claudius Caecus leds in i Curia Hostilia av sina söner.

Appius Claudius Caecus ("den blinde"), född cirka 340 f.Kr., död 273 f.Kr., var en romersk politiker från en välbeställd patricierfamilj. Han var diktator och son till Gaius Claudius Crassus, diktator 337 f.Kr.
Han var romersk censor 312 f.Kr. trots att han tidigare inte varit konsul.
Under sin tid som censor lät han uppföra Via Appia, en väg från Rom till Capua. Han lät också bygga akvedukten Aqua Appia.